# Saint-Oyen (Olaszország)
 Saint-Oyen egy község Olaszországban, Valle d’Aosta régióban.

## Elhelyezkedése

Saint-Oyen község Valle d'Aosta térképén

A vele szomszédos települések: Bourg-Saint-Pierre (Svájc), Etroubles, Gignod, Saint-Rhémy-en-Bosses.